# Sorginetxe-dolmen
Az arrízalai dolmen vagy Sorginetxe-dolmen az észak-spanyolországi Álava tartomány egyik megalitikus emléke.

## Története
Az építmény i. e. 2500 táján készült, és a környék (jórészt állattartásból élő) lakóinak temetkezési helyéül szolgált. Tudósok 1831-ben fedezték fel, majd 1890-ben Julián Apraiz Sáenz del Burgo ásatásokat kezdett a helyszínen. Ezek során emberi csontok és nyílhegyek kerültek a felszínre.
A Sorginetxe név a baszk nyelvből ered, jelentése: „boszorkányok háza”.

## Leírás
A dolmen Spanyolország északi részén, a baszkföldi Salvatierra község területén található, Arrízala település mellett (a falutól kevesebb mint 500 méterre), szántóföldekkel övezve. Ez az egész autonóm közösség egyik legjobb állapotban fennmaradt megalitikus emléke.
Öt függőleges mészkőtömbből áll, amelyek tetejére egy hatodik vízszintesen van ráhelyezve. Legmagasabb pontja 2,3 méter.

## Képek

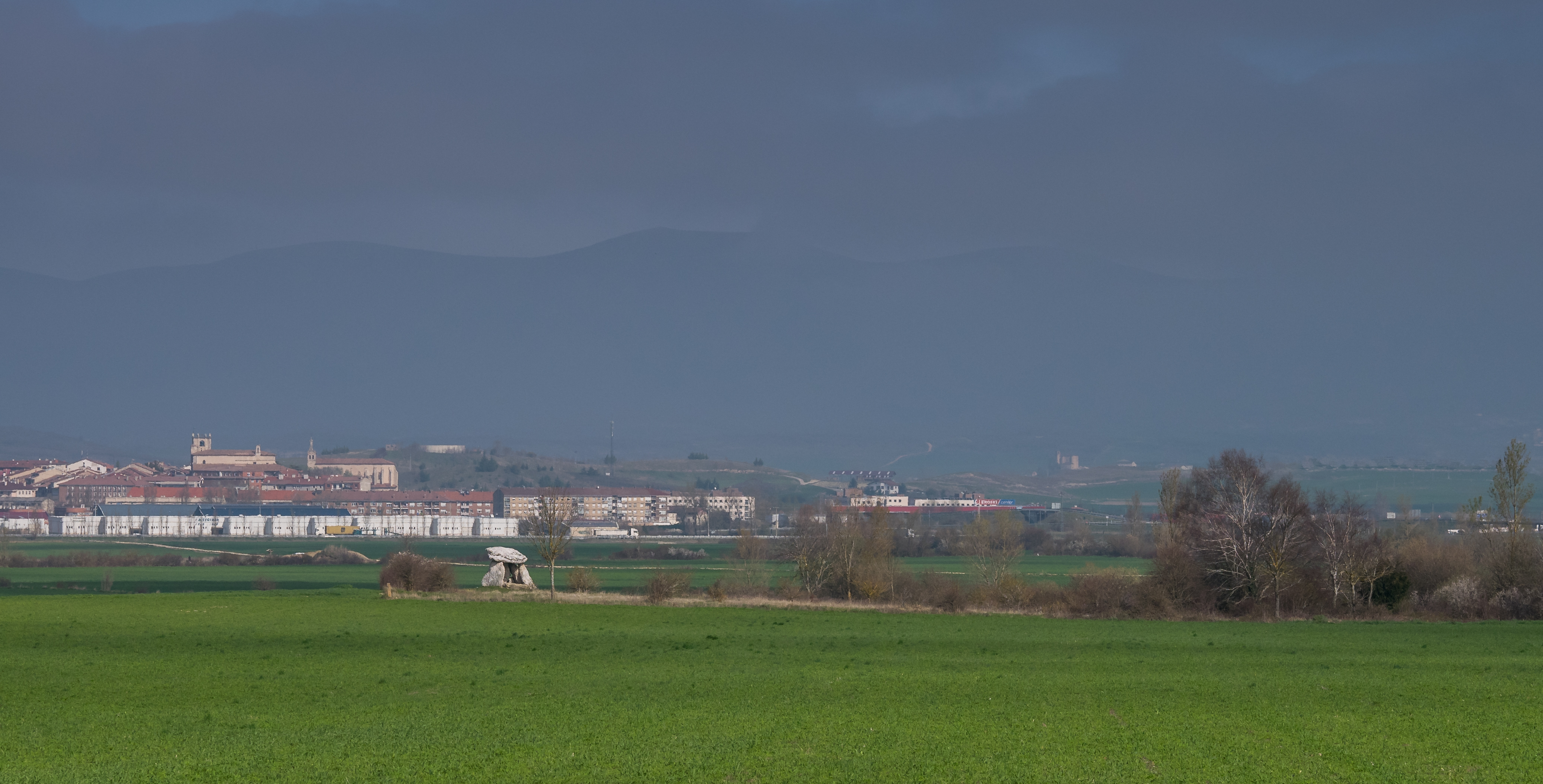
A dolmen és környezete
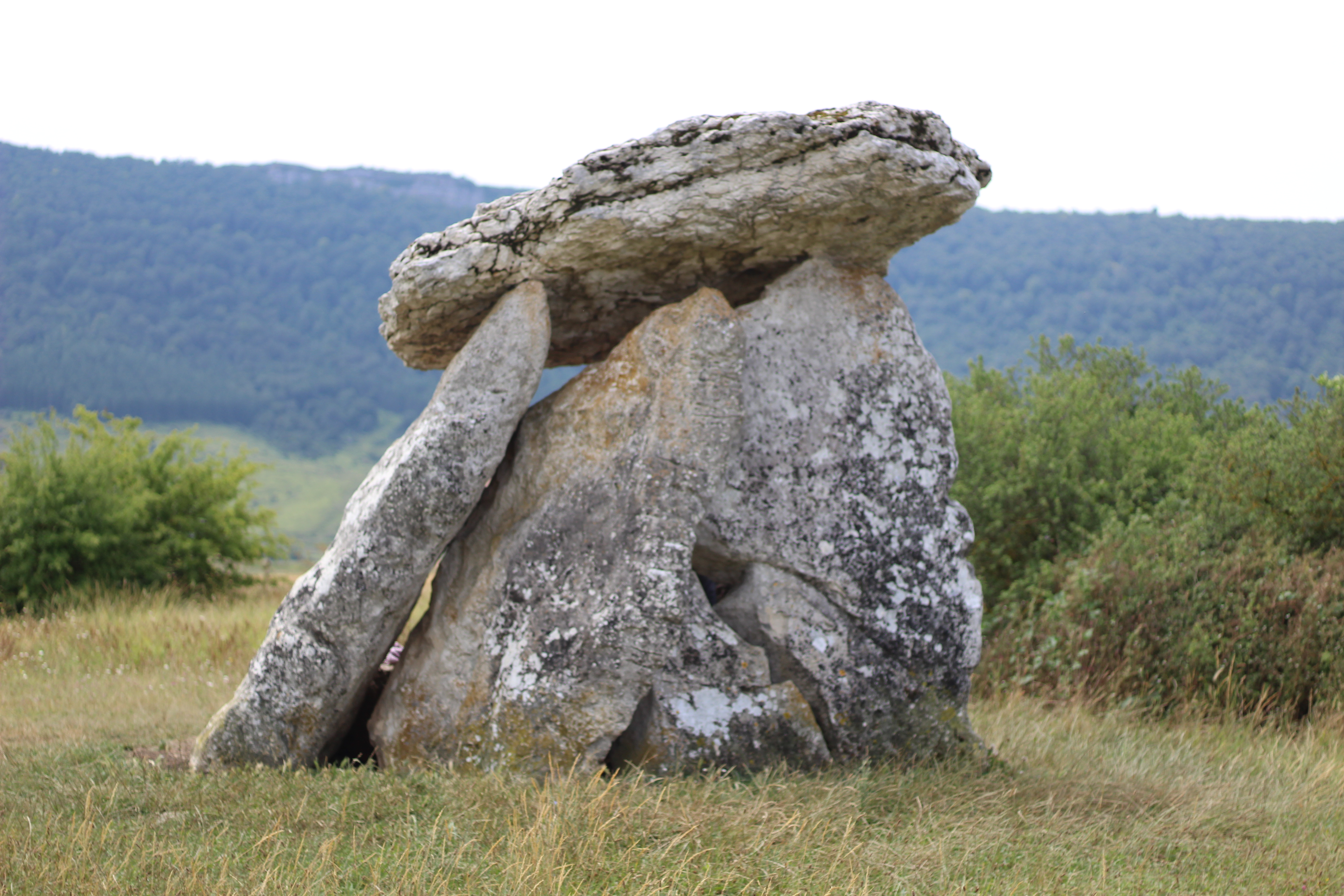
A dolmen
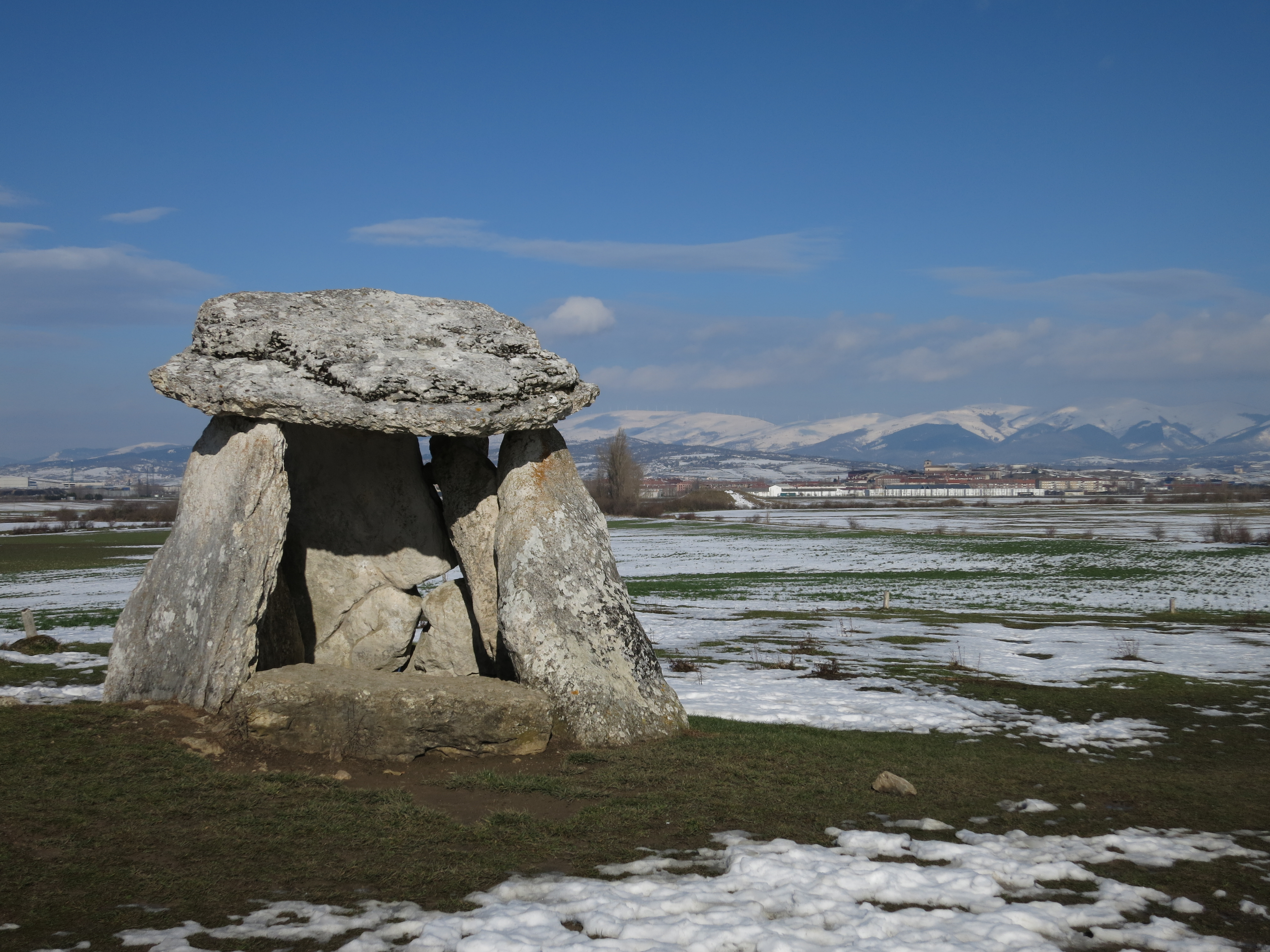
Havas tájban
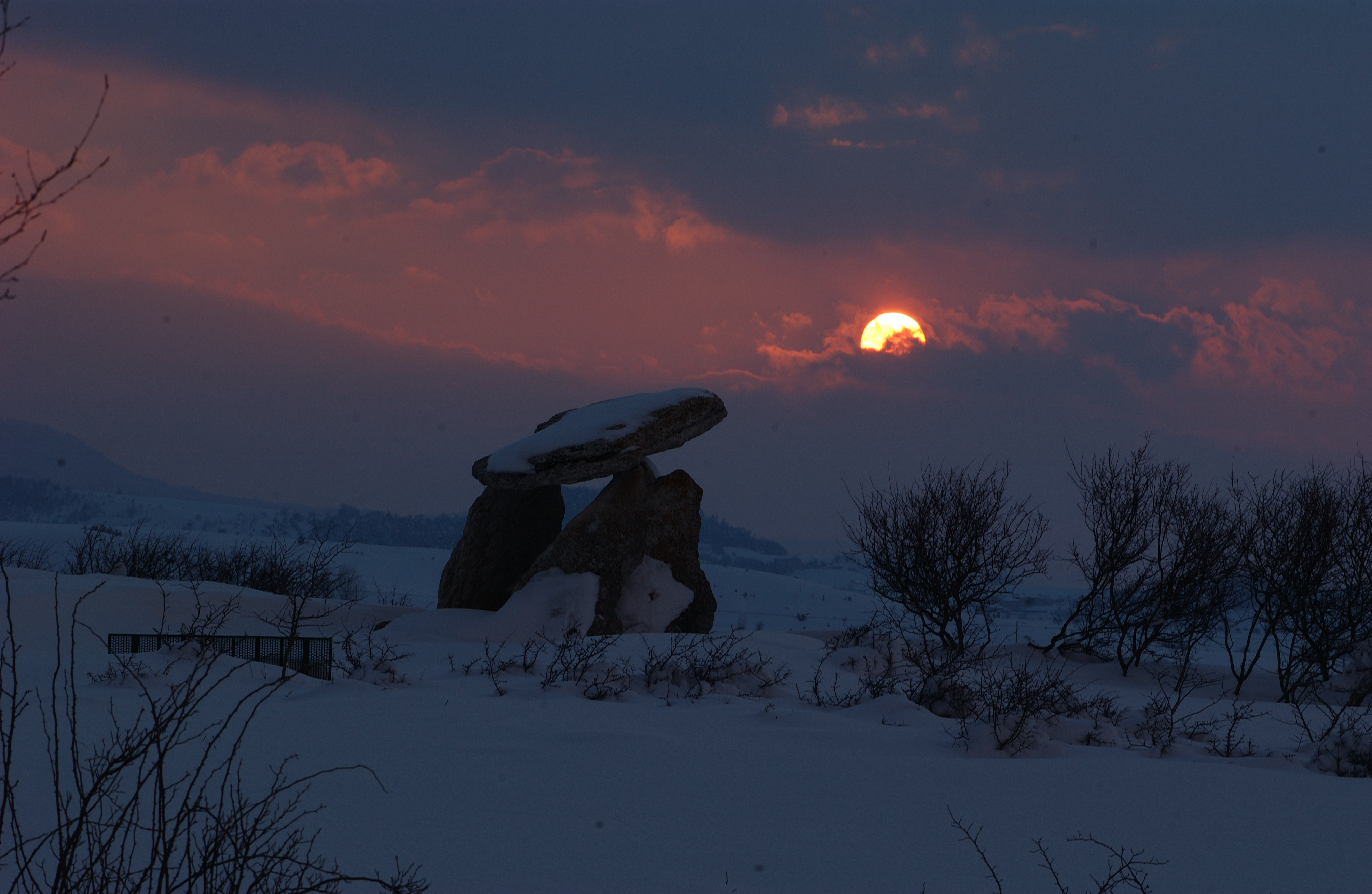
Sötétben